# Passeport suisse
Le passeport suisse est un document de voyage international délivré notamment aux ressortissants suisses, et qui peut aussi servir de preuve pour attester de la citoyenneté suisse et de l'identité. C'est l'un des deux types de documents d'identité en Suisse, l'autre étant la carte d'identité.

## Histoire
Dans sa version moderne, sept versions du passeport existent. La première est parue en 1915 et a été suivie par une nouvelle version en 1930, puis en 1959, 1985, 2003, 2006, 2010 et finalement 2022,. La dernière version remplace toutes les précédentes. Elle inclut les données biométriques dans une puce électronique, comme le faisaient déjà les versions de 2006 et de 2010. Ces dernières font référence aux empreintes digitales, la signature et une photo du visage du titulaire.

## Liste des pays sans visa en vertu de l'espace Schengen

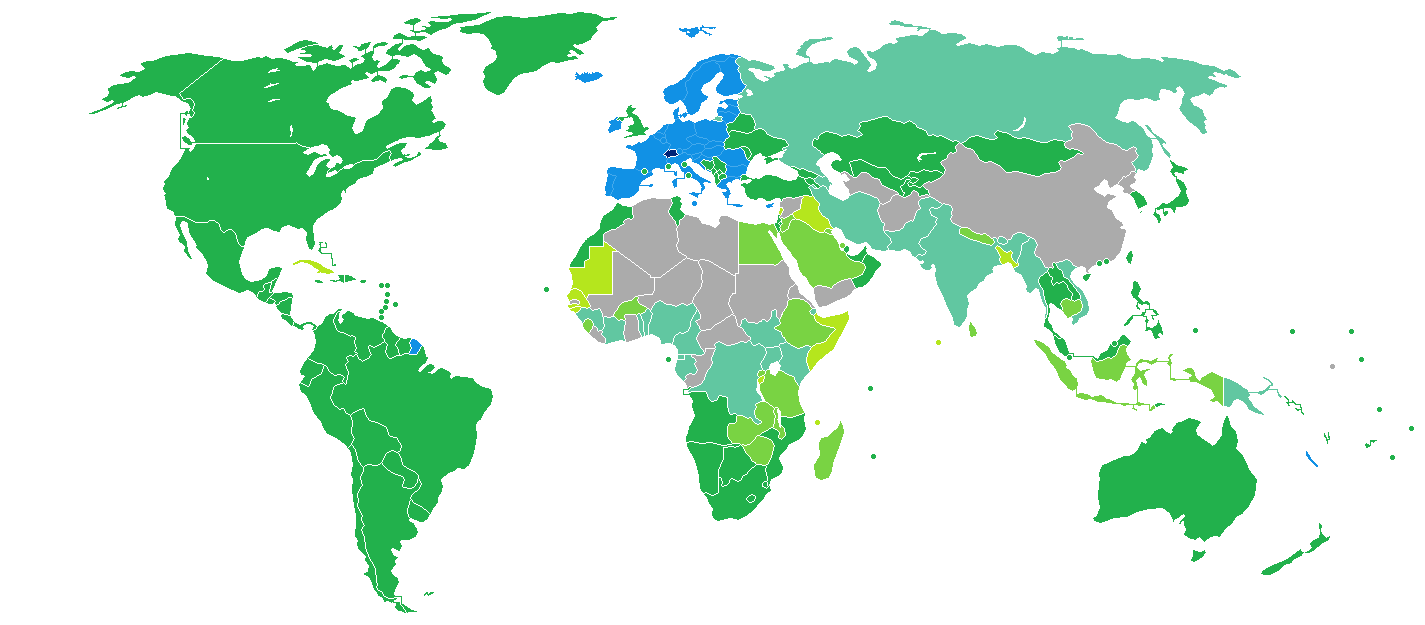
Carte du monde indiquant les pays et nations permettant de voyager avec, respectivement sans, visa, e-visa ou visa à l'arrivée.

Allemagne, Autriche, Belgique, Bulgarie, Chypre, Danemark, Espagne, Estonie, Finlande, France, Grèce, Hongrie, Irlande, Islande, Italie, Lettonie, Liechtenstein, Lituanie, Luxembourg, Malte, Norvège, Pays-Bas, Pologne, Portugal, République Tchèque, Roumanie, Slovaquie, Slovénie, Suède.

## Exigences pour les photos de passeports suisses
- Expression faciale neutre
- La personne doit regarder droit dans l’objectif avec le visage et les yeux entièrement visibles, la tête nue et la bouche fermée
- Le fond doit être de couleur claire, régulier, uni, sans dégradé de couleurs et doit avoir un contraste tête/fond suffisant
- Les lunettes, écouteurs, couvre-chefs et autres accessoires ne peuvent être portés
- Pour des motifs religieux, tous les critères mentionnés restent en vigueur sauf pour le point « tête nue »
- La photo de passeport doit être récente et dater de moins d’un an